# Live in Texas
Live in Texas (укр. Наживо у Техасі) — перший  концертний альбом американського рок-гурту Linkin Park і їхній третій DVD (раніше виходили «Frat Party at the Pankake Festival» і «The Making of Meteora»). Альбом був випущений 18 листопада 2003 року.

## Про альбом
Крім DVD-диска, в видання увійшов бонусний CD, що містить 12 пісень з DVD. Решту пісень можна знайти на Linkin Park Underground 3.0 EP. Аудіо доріжки на CD зміксовані інакше, ніж на DVD. DVD/CD виходив в двох версіях: CD і DVD-боксі.
Всі пісні були записані 2 і 3 серпня під час концертів туру Summer Sanitarium Tour 2003 року на стадіоні Реліант Х'юстоі, Техас і стадіоні Техас Ірвінгу, Техас.
Відеоконцерт створений з аудіодоріжки з концерту в Ірвінгу і відео з обох концертів; хоча музиканти групи одягнені на обох концертах в один і той самий одяг, можна помітити деякі відмінності. Наприклад, можна помітити, що в Майка Шиноди трохи відрізняються футболки, гітара Бреда Делсона змінюється кілька разів в середині пісень з червоної PRS на чорний Ibanez, без перерви в гітарному звучанні, а також той факт, що зелена сорочка вокаліста Честера Беннінгтона видна то вологою від поту, то повністю сухою в наступному кадрі, коли він показується на екрані.

## Композиції

### CD
1. Somewhere I Belong - 3:37
2. Lying from You - 3:07
3. Papercut - 3:06
4. Points of Authority - 3:25
5. Runaway - 3:06
6. Faint - 2:47
7. From the Inside - 3:00
8. Pushing Me Away - 5:05
9. Numb - 3:06
10. Crawling - 3:33
11. In the End - 3:31
12. One Step Closer - 4:13

### DVD
1. Don't Stay
2. Somewhere I Belong
3. Lying from You
4. Papercut
5. Points of Authority
6. Runaway
7. Faint
8. From the Inside
9. Figure.09
10. With You
11. By Myself
12. P5hng Me A*wy
13. Numb
14. Crawling
15. In the End
16. A Place for My Head
17. One Step Closer